# Pepita Rodríguez
Josefa Suárez Rodríguez (Adra, 11 de setembro de 1946), mais conhecida como Pepita Rodríguez, é uma atriz espanhola, naturalizada brasileira. Deixou a carreira em 1981 ao se casar, retornando 25 anos depois em 2005.

## Carreira
Na década de 1970, apresentou um programa de auditório na Rede Globo ao lado de Moacyr Franco., o "Moacyr TV", que estreou no primeiro dia de agosto de 1976 substituindo o Programa Silvio Santos que a Globo exibiu por vários anos.Brilhou ao interpretar Carminha em Dancin' Days de Gilberto Braga, a insegura Stela de Anjo Mau de Cassiano Gabus Mendes. Em 1986 abandonou a carreira artística para cuidar do filho, retornando apenas 20 anos depois, em 2005 em A Lua me Disse a pedido de Miguel Falabella, seu amigo pessoal.

## Vida pessoal
Foi casada com o ator Carlos Eduardo Dolabella  é mãe também  do ator Dado Dolabella. É filiada ao Movimento Humanos Direitos.

## Filmografia

### Trabalhos na televisão
| Ano       | Título                     | Personagem                                     | Notas                           |
| --------- | -------------------------- | ---------------------------------------------- | ------------------------------- |
| 1968      | Beto Rockfeller            | Bárbara                                        |                                 |
| 1969      | Um Gosto Amargo de Festa   | Amanda                                         |                                 |
| 1970      | João Juca Jr.              | Teca                                           |                                 |
| 1971      | Editora Mayo, Bom Dia      | Beatriz (Bia)                                  |                                 |
| 1972      | Na Idade do Lobo           | Paula                                          |                                 |
| 1973      | As Divinas… e Maravilhosas | Flávia                                         |                                 |
| 1973      | A Volta de Beto Rockfeller | Bárbara                                        |                                 |
| 1975      | Teatro 2                   | —                                              | Episódio: "Terra Natal"         |
| 1976      | Anjo Mau                   | Stela Medeiros                                 |                                 |
| 1976-1977 | Moacyr TV                  | Apresentadora                                  | [ 2 ]                           |
| 1977      | Espelho Mágico             | Bruna Maria Novaes (Kátia em Coquetel de Amor) |                                 |
| 1978      | Dancin' Days               | Carmen Lúcia Melo Santos (Carminha)            |                                 |
| 1979      | Aplauso                    | —                                              | Episódio: "Deu Porco na Cabeça" |
| 1981      | O Amor é Nosso             | Carmem                                         |                                 |
| 2005      | A Lua me Disse             | Diva Queiroz                                   |                                 |
| 2006      | Cristal                    | Vivian Freitas                                 |                                 |
| 2011      | Ti Ti Ti                   | Madame Gafiera                                 |                                 |
| 2014      | Boogie Oogie               | Ágata (O Corvo)                                |                                 |

### Trabalhos no Cinema
| Ano  | Título                       | Papel       |
| ---- | ---------------------------- | ----------- |
| 1967 | Rifa-se uma Mulher           | Marta       |
| 1968 | Edu, Coração de Ouro         | [ 4 ]       |
| 1968 | As Três Mulheres de Casanova |             |
| 1971 | Um Certo Capitão Rodrigo     | Helga Juntz |
| 1973 | Os Mansos                    | Norma       |
| 1973 | Portugal... Minha Saudade    | Lídia       |
| 1974 | A Última Bala                | Ângela      |
| 1976 | Uma Nega Chamada Tereza      | Bárbara     |
| 2006 | O Dono do Mar                | Geminiana   |